# 費拉邦多夫修道院
費拉邦多夫修道院（俄语：Ферапонтов монастырь）是位於俄羅斯沃洛格達州的一座修道院。創建於1398年，在2000年被列入聯合國教科文組織的世界文化遺產。費拉邦多夫修道院在18世紀之後逐漸由宗教場所變為流放地。1798年，修道院被廢除。1904年之後，費拉邦多夫修道院重新變為一所修道院，但只在20年之後就被關閉。1975年之後，費拉邦多夫修道院再改為美術館。

## 外部連結
- All the murals of the Ferapontov Monastery online （页面存档备份，存于）
- Views of thEnsemble of the Ferapontov Monasterye monastery

59°57′23″N 38°34′03″E / 59.956389°N 38.5675°E